# Fita Lovin
Fita Lovin, née le 14 janvier 1951, est une ancienne athlète roumaine, coureuse de fond et demi-fond.
Après une médaille de bronze sur 800 m aux championnats d'Europe d'athlétisme en salle de 1979, elle obtient l'or sur 1500 m en 1984.
Aux Jeux olympiques d'été de 1984 à Los Angeles, États-Unis, elle remporte le bronze sur 800 m, derrière sa compatriote Doina Melinte et l'Américaine Kim Gallagher.

## Palmarès

### Jeux olympiques
- Jeux olympiques de 1984 à Los Angeles ( États-Unis) 
  -  Médaille de bronze sur 800 m

### Championnats du monde d'athlétisme en salle
- Championnats du monde d'athlétisme en salle de 1985 à Paris ( France)
  -  Médaille d'argent sur 1500 m

### Championnats d'Europe d'athlétisme
- Championnats d'Europe d'athlétisme de 1978 à Prague ( Tchécoslovaquie)
  - 8e sur 800 m

### Championnats d'Europe d'athlétisme en salle
- Championnats d'Europe d'athlétisme en salle de 1979 à Vienne ( Autriche)
  -  Médaille de bronze sur 800 m
- Championnats d'Europe d'athlétisme en salle de 1984 à Göteborg ( Suède)
  -  Médaille d'or sur 1 500 m
- Championnats d'Europe d'athlétisme en salle de 1985 au Pirée ( Grèce)
  -  Médaille d'argent sur 1500 m